# ボリスとグレブ
ボリスとグレブ、洗礼名ではロマンとダヴィドは、11世紀初期に没したキエフ大公国の人物で、当国の最初期のキリスト教の聖人である。11世紀に書かれたふたつの『ボリスとグレブ伝』（それぞれ年代記作家ネストルと修道士ヤコブの作とされる）では、ふたりはキエフ大公ウラジーミル1世の息子であり、かつ大公の最愛の子供たちであるといわれる。二人は、大公の死後、1015年から1019年にかけて行われた公位継承戦争のなかで殺害され、1071年にルーシの正教会により列聖された。正教会だけでなく東方典礼カトリック教会でも崇敬される。

## 概要
『ルーシ原初年代記』は、ボリスとグレブの母親はブルガール人の女性だったとしており、二人のトルコ語風の名前はいくらか真実味を与えてもいる。『ボリスとグレブ伝』では、彼らの母親はウラディーミル1世の正妃アンナであり、彼らがウラディーミルのもっとも年少の子であるとほのめかしている。しかしながら、現代のほとんどの研究者は、ボリスとグレブはそれぞれ違う母親の子であると論じており、年齢も離れていたと考えている。殺害されたとき、ボリスはすでに結婚しており、ロストフ公であった。ボリスはキエフ大公国の推定公位継承者だったかもしれない。一方、グレプは未成年で、東部にあるムーロム公に封じられていた。
『ルーシ原初年代記』は、スヴャトポルク1世が二人の暗殺をたくらんだと非難し、「呪われたスヴャトポルク」と呼んでいる。ボリスとその従僕はテントで寝ている間に、めった刺しされた。発見されたときボリスには未だ息があり、袋にいれられてキエフへ運ばれたが、ヴァリャーグ人（ヴァイキング）たちが槍で突いて息を引き取らせた。
『ボリスとグレブ伝』の記録を額面どおりに受け取る根拠はない。これは優れた聖人伝ではあるが、先行する文学的伝統を大いに活用して、その言い回しやトポスをだいぶん取り入れているからである。ボリスとグレブの実際の生涯と死の状況は、聖人伝のものとはたぶんに異なっていたであろう。あるいは、決定的な証言は、非ルーシの史料に求めるべきかもしれない。それらによれば、ボリスはキエフで父ウラジーミル1世の治世を継承し、
『ルーシ原初年代記』が含意しているのとは違ってロストフの草原に出没してはいなかったことになる。
さらに、ヴァイキングの史料『エイムンドのサガ』はヤロスラフ1世がボリスを殺すためにヴァリャーグ人を雇ったと伝えている。歴史家の中には、『ルーシ原初年代記』の記述よりも『エイムンドのサガ』のほうが信憑性が高いと考えるものもいる。彼らは、スヴャトポルクでなくヤロスラフが政敵を除くことに関心を持ち、ために兄弟たちの殺害を行ったと主張する。

## 崇敬
正教会とカトリック教会で聖人とされる。正教会では、東スラブの諸教会で特に崇敬される。二人は異教徒である兄の圧迫に対して模範的なキリスト教信仰を保ち、致命したとされて、1071年にルーシ正教会から列聖された。翌年3月2日に二人の遺体はヴィシュゴロド大聖堂に安置され（参照：ヴィシゴロド諸公会議）、この大聖堂は新たに二人の名において成聖された。そののち、彼らの名は他の多くの東欧の教会に付けられることとなる。正教会での記憶日は、兄弟共通の記憶日として不朽体移動日の3月2日（3月15日）、またそれぞれが死没したとされる日であり、ボリスの記憶日は7月24日（8月6日）、グレブは9月5日（9月18日）である。ただし、どちらも兄弟両方が記憶されることが多い。
西方におけるコスマスとダミアヌス、スラヴ地域におけるキリルとメフォディのように、二人は共に記憶されることが多く、ロシアには多く「ボリス・グレブ（Borisoglebsk）教会」「ボリス・グレブ修道院」という命名がみられる。
二人の列聖は東西教会の分裂の時期であり、カトリックでは長らく彼らの存在は忘れられていたが、1724年、ベネディクトゥス13世が二人を列聖した。